# Йордан Цветанов
Йордан Милев Цветанов е български инженер, стопански деец и политик.
Завършва Механотехникума в София. Учи в Москва и Харков - висш технически университет.
Създава колектив, който изработва в Завод 15 в Карлово първия български трактор „Т-50“, специализиран за лозарството и розопроизводството.
През годините работи като генерален директор на Стопанско обединение „Агромашина“, „Интрансмаш“, „Техноекспорт“.
Първи заместник-министър на машиностроенето и енергетиката, търговски представител на България в Румъния, заместник-министър на външната търговия.
Преподавател и сътрудник в Софийския университет. Има научни трудове и публикации, свързани с двигателите с вътрешно горене. Консултант на „Ситроен“ и „Пежо“.